# دونگا بورینا
دونگا بورینا (به صربی: Donja Borina) یک منطقهٔ مسکونی در صربستان است که در مالی زوورنیک واقع شده‌است.